# Klooster van Maria Reparatrix

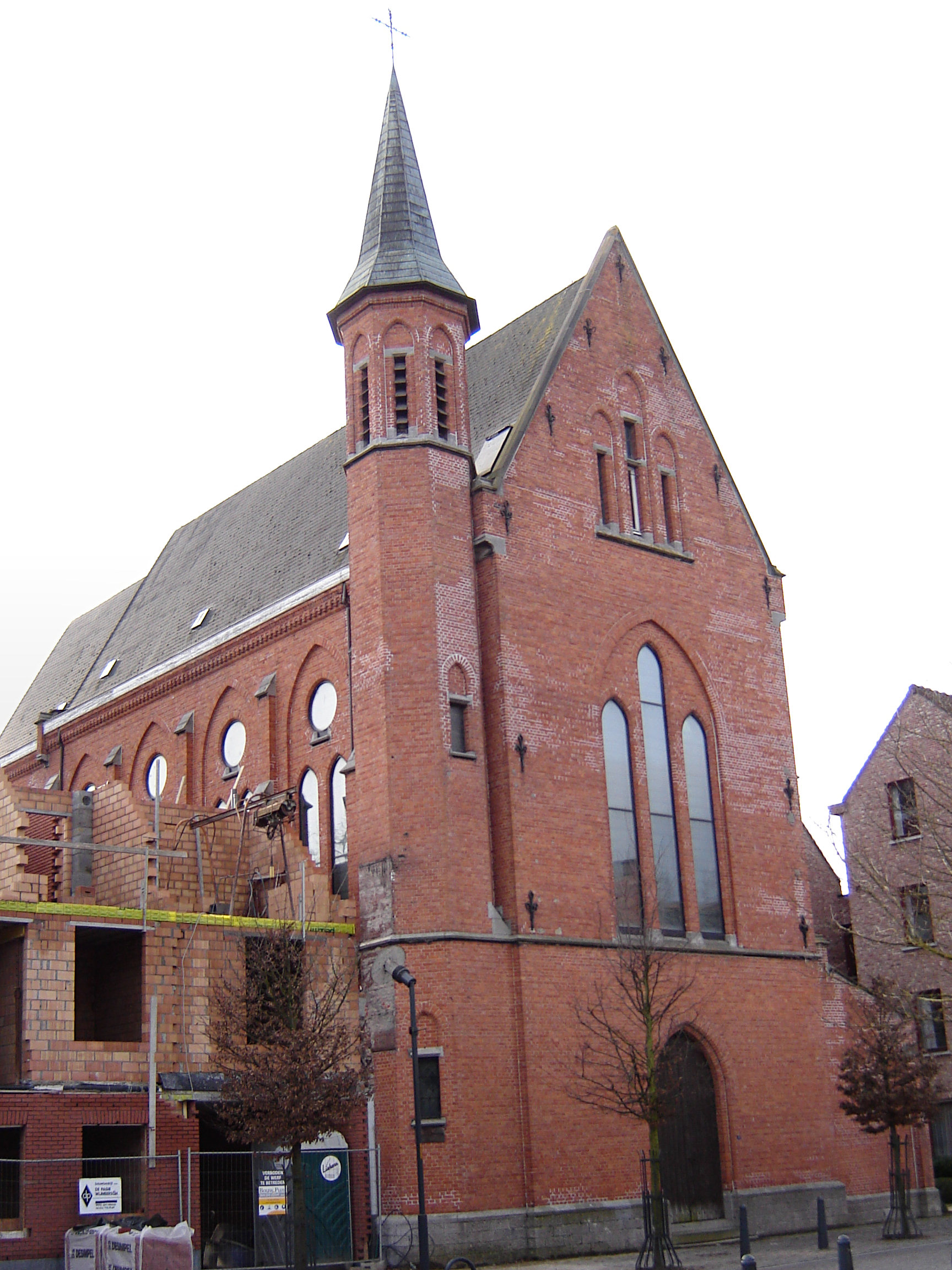
Kapel van Maria Reparatrix

Het Klooster van Maria Reparatrix (ook: Maria Eerherstel) is een voormalig klooster in de tot de Oost-Vlaamse gemeente Sint-Niklaas behorende plaats Sinaai, gelegen aan Sinaaidorp 7.
De zusters Reparatricen kwamen in 1895 naar Sinaai, waar ze een landhuis betrokken dat tot klooster werd omgebouwd. De kapel werd in 1899 ingewijd en in 1905 waren alle kloostergebouwen gereed.
De kloostergebouwen zijn in neogotische stijl en achter deze gebouwen ligt een tuin met een vijver, Mariagrot, tuinhuisje, prieel, boerderij, kruiswegstaties en monumentale bomen.
De gebouwen staan in verbinding met de neogotische kapel. Deze heeft een ingangsportaal aan de straatzijde. De voorgevel wordt geflankeerd door een smal, achthoekig klokkentorentje. Het interieur van de kapel is sober.